# 대니얼 추이
대니얼 치 추이(영어: Daniel Chee Tsui 중국어: 崔琦, 병음: Cuī Qí 추이치[*], 한자음: 최기, 1939년 2월 28일 ~ )는 중국, 미국의 실험물리학자이다. 1998년에 분수 양자 홀 효과의 발견으로 노벨 물리학상을 수상하였다.

## 생애
1939년 허난성 핑딩산시 바오펑현 근처 판 마을(范庄)에서 태어났다. 1951년 홍콩으로 유학하였다. 1958년 미국 일리노이주 오거스태너 대학교(Augustana College) 장학금을 받고, 미국으로 유학하였다. 1961년 졸업할 당시 이 학교에서 유일한 중국계 학생이었다. 박사 학위는 시카고 대학교에서 하였고, 1967년 박사 학위를 받았다.
1982년에 분수 양자 홀 효과를 발견하였다. 곧 1982년 프린스턴 대학교 전기공학부 교수로 부임하였다. 1998년에는 노벨 물리학상을 수상하였다.

## 학력
- 1951년~1957년: 배정고등학교 (졸업)
- 1957년~1958년: 국립 타이완 대학
- 1958년~1961년: 아구스타나 컬리지 (물리학) (학사)
- 1961년~1967년: 시카고 대학교 (물리학) (박사)